# Kfaryachit - Besebhel
Kfaryachit - Besebhel è un  comune (municipalité) del Libano situato nel distretto di Zgharta, governatorato del Nord Libano.